# Ken Coates
Ken Coates (născut Kenneth Sidney Coates), (n. 16 septembrie 1930, Leek, Anglia, Regatul Unit – d. 27 iunie 2010, Matlock, Anglia, Regatul Unit) a fost un om politic britanic, membru al Parlamentului European în perioadele 1989-1994 și 1994-1999 din partea Regatului Unit.
1. 1 2 3  Deputații în Parlamentul European
2. ↑   http://www.guardian.co.uk/politics/2010/jun/29/ken-coates-obituary Lipsește sau este vid: |title= (ajutor)